# Jan Velkoborský
Jan Velkoborský (Plzeň, 1975. július 14. –) cseh labdarúgóhátvéd.